# Kasirivimab/imdevimab
Kasirivimab/imdevimab, pod zaščitenim imenom Ronapreve, je kombinirano protikovidno zdravilo dveh monoklonskih protiteles za zdravljenje koronavirusne bolezni 2019 (covida 10). Obe monoklonski protitelesi delujeta proti konični beljakovini virusa SARS-CoV-2, vendar imata različni prijemališči in v kombinaciji pomagata preprečiti imunski pobeg virusa zaradi mutacij oziroma odpornost virusa proti zdravljenju.
Zdravilo se daje z intravensko infuzijo ali podkožno injekcijo.
Pri uporabi zdravila kasirivimab/imdevimab je treba upoštevati informacije o delovanju zdravila proti različicam virusa posebnega pomena. Zaradi razvoja virusnih različic, odpornih proti kasirivimabu/imdevimabu, obstaja namreč tveganje za neuspešno zdravljenje. Zlasti za različico omikron podatki kažejo na slabo učinkovitost.

## Klinična uporaba
Evropska agencija za zdravila je zdravilo odobrila za zdravljenje covida 19 pri mladostnikih, starejših od 12 let, in odraslih, s telesno težo najmanj 40 kg, pri katerih ni potrebno zdravljenje z nadomeščanjem kisika in imajo povečano tveganje za razvoj hude oblike bolezni. Zdravilo je tudi odobreno za preprečevanje okužbe s SARS-CoV-2, in sicer kot zaščita pred izpostavitvijo ali po izpostavitvi.

## Mehanizem delovanja
Kasirivimab in imdevimab sta nevtralizirajoči rekombinantni protitelesi IgG1, ki so ju najprej osamili iz limfocitov B in plazme prebolevniških darovalcev. Vežeta se na različni domeni za receptorsko vezavo (RBD, angl. receptor-binding domain) na konični beljakovini virusa SARS-CoV-2. S tem se prepreči virusna vezava preko konične beljakovine na receptor ACE2 na površini telesnih celic.